# Бени-Саф
Бени-Саф (араб. بني صاف‎) — город-порт и коммуна на средиземноморском побережье Алжира, на территории вилайета Айн-Темушент. Расположен на северо-западе страны, примерно в 80 км к юго-западу от Орана. Город был основан в 1876 году. К югу от Бени-Саф осуществляется добыча железной руды. Население города по данным на 2010 год составляет 43 802 человека; по данным на 2008 год оно насчитывало 42 284 человека. Площадь коммуны составляет 61,3 км².

## Известные жители
- Бернар-Анри Леви — французский политический журналист, философ, писатель.